# Короткокошик кочерговий
Короткокошик кочерговий (Brachythecium rutabulum) — вид мохів з родини короткокошикових (Brachytheciaceae).

## Поширення
Вид звичайний росте на деревині, корі, каменях, а також на відкритих і зарослих ґрунтах. Віддає перевагу місцям, багатим поживними речовинами.
Росте майже космополітично. У Європі зустрічається повсюдно і часто. Його можна зустріти як на природних територіях, так і в міських центрах.

## Характеристики
Вид утворює потужні, нерівномірно розгалужені газони зі стебел, які зазвичай мають довжину від 5 до 10 см. Колір може бути зеленим, жовто-зеленим або золотисто-зеленим. Листочки на стеблах широко-яйцеподібні й витягуються в короткий гострий кінець. Край листочка дрібнозубчастий. Біля основи два крила листка трохи йдуть вниз по стеблу. На відміну від аналогічного Brachythecium rivulare, клітини цих стулок листа зазвичай не різко відокремлені від клітин листкової пластинки. Листкова жилка дуже міцна і закінчується над серединою листа. Листя гілок дещо вужчі та чіткіше зубчасті, але в іншому схожі.
Мох часто плодоносить. Коробочка коротка, косоциліндрична. Щетинка бородавчаста, шорстка. Загалом, це дуже різноманітний і мінливий мох.